# Syndare i sommarsol (2001)
Syndare i sommarsol är en svensk långfilm från 2001 i regi av Daniel Alfredson, med Malin Morgan, Maria Bonnevie, Shanti Roney och Ola Rapace i rollerna.
Filmen är baserad på den norske författaren Sigurd Hoels roman Syndare i sommarsol från 1927.

## Handling
Under några sommarveckor 1925 samlas nio personer på en ö i skärgården: Sigrid, Evelyn, Erik, Fredrik, Alf, Erna, Nanny, Asta och Johan. De ser sig som unga, fördomsfria människor som kan diskutera könsroller men romantiken gör att mycket ställs på huvudet.

## Om filmen
Filmen är inspelad på Islandsberg utanför Lysekil.

## Rollista (urval)
- Malin Morgan - Sigrid
- Maria Bonnevie - Evelyn
- Ola Norell - Fredrik
- Shanti Roney - Alf
- Cecilia Frode - Erna
- Rebecka Hemse - Nanny
- Rebecka Englund - Asta
- Ulf Friberg - Möllendorf
- Anders Ekborg - Fernley Jensen

## Tagline
- En tid av lust. Till konsten. Till livet. Till kärleken.

## Musik i filmen
- Idolizing, kompositör Sam Messenheimer, text Sam Messenheimer, Irving Abrahamson och Ray West
- I Want Somebody To Cheer Me Up, kompositör Ted Fiorito, text Gus Kahn
- Riverboat Shuffle, kompositör Hoagy Carmichael, Dick Voynow och Irving Mills, text Mitchell Parish
- June Night - Just Give Me a June Night, the Moonlight, and You (Den ena var Olssons), kompositör Abel Baer, engelsk text Cliff Friend svensk text Sven Paddock